# Ruth Roland
Ruth Roland (26 de agosto de 1892 – 22 de setembro de 1937) foi uma atriz de cinema e teatro estadunidense da era do cinema mudo, além de produtora cinematográfica. Estrelou mais de 200 filmes, e produziu 6 seriados através de sua companhia cinematográfica, a Ruth Roland Serials.

## Biografia

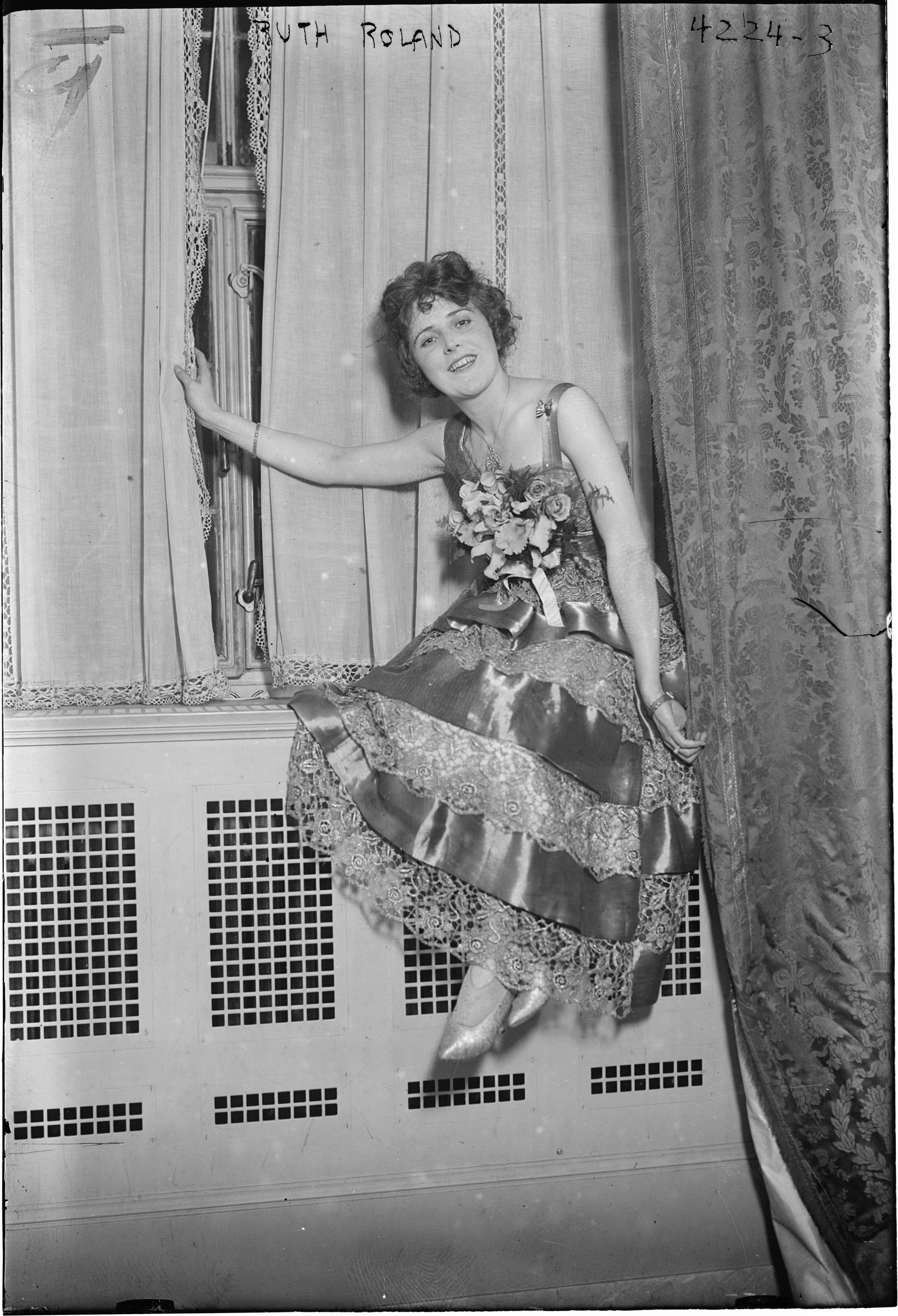

Nascida em São Francisco, Califórnia, seu pai gerenciava um cinema e ela se tornou uma criança artista, ao trabalhar em vaudeville como Baby Ruth. Na adolescência, residiu com uma tia em Los Angeles e foi flagrada por um diretor da Kalem Company, que lhe ofereceu um contrato com um salário semanal de 25 dólares. Foi contratada pelo diretor Sidney Olcott, que a vira atuar em Nova Iorque, e apareceu no primeiro filme para a Kalem Studios, em 1909, com Gene Gauntier, no filme Old Soldier's Boy. Até os 12 anos, Roland foi uma jovem estudante da Hollywood High School.
Uma exímia amazona, com um dom para a comédia, Roland fez inúmeros filmes de curta-metragem entre Westerns e comédias para a Kalem Company, que aumentou o seu salário para 100 dólares por semana, quando o produtor de filmes Mack Sennett mostrou algum interesse por ela. Antes de deixar a empresa pioneira em 1915, Roland fez a série The Girl Detective (1915) e daí em diante foi vista como uma heroína de ação. Roland deixou a Kalem Company e foi para a Balboa Company, onde ficou sob contrato de 1914 a 1917. Em 1915, ela atuou no seriado The Red Circle, em 14 capítulos, e que foi o primeiro dos seus 11 seriados.
Entre 1909 e 1927, Roland apareceu em mais de 200 filmes. Atuou no filme em cores Cupid Angling (1918), feito através do processo Naturalcolor, inventado por Leon F. Douglass, e filmou na área do Lake Lagun, em Marin County, Califórnia. Uma mulher de negócios inteligente, Roland na verdade fez mais dinheiro com negócios imobiliários do que com a atuação em seriados. Ela se tornou cada vez mais imperiosa no set, tentando sem sucesso afastar das filmagens o galã Bruce Gordon ao fazer Ruth of the Range (1923), uma produção completamente conturbada, durante o qual também recusou toda a comunicação com o diretor W.S. Van Dyke a menos que absolutamente necessário. The Haunted Valley (1923) foi feito em seguida, mas Roland cansou da rotina diária. Ela deixou os filmes em favor de turnês e contratos de vaudeville.
Houve algumas tentativas de retorno nos anos 1920, e ela não resistiu a chance de fazer um filme falado, Reno (1930), que foi muito criticado, e os críticos quase unanimemente comentaram sobre o então antiquado histrionismo de Roland. Independentemente rica, retirou-se para casar com o ator e professor Ben Bard. Houve uma turnê de vaudeville com Fanchon e Marco em 1931, e ela voltou para a tela em 1935, com o canadense Nine to Nine, mas foi uma última tentativa e ela estava mais ou menos esquecida pela platéia cinematográfica.

## Filmes sobreviventes
Muitos filmes da era muda não sobreviveram, pois eram feitos à base de nitrato, que era inflamável e também era um elemento usado em explosivos, e devido a isso muitos filmes foram reciclados para combate durante a Primeira Guerra Mundial. Os filmes da Balboa Amusement Producing Company, por exemplo, foram na maioria perdidos, com sobrevivência de 10% da produção. A atriz Ruth Roland, porém, certificou-se de que seus filmes sobrevivessem, pois armazenou-os no seu quintal em uma abóboda de concreto, onde eles foram encontrados após a sua morte, em 1937, aos 45 anos de idade.

## Vida pessoal
Roland foi casada duas vezes. Casou com Lionel Kent, separando-se posteriormente, e casou com o ator Ben Bard, que também atuava no teatro, em 1929. Ficaram juntos até a morte de Roland, em 1937.

## Morte
Ruth Roland morreu de câncer em 1937, aos 45 anos, em Hollywood, sendo sepultada no Forest Lawn Memorial Park Cemetery, em Glendale, Califórnia.
Por sua contribuição para a indústria do cinema, Ruth Roland tem uma estrela na Calçada da Fama em 6220 Hollywood Blvd.

## Filmografia parcial
- The Scarlet Letter (1908)
- The Cardboard Baby (1909)
- Her Indian Mother (1910)
- He Who Laughs Last (1911)
- Pulque Pete and the Opera Troupe (1912)
- The Raiders from Double L Ranch (1913)
- Gertie Gets the Cash (1914)
- The Pursuit of Pleasure (1915)
- The Red Circle (1915)
- The Sultana (1916)
- The Fringe of Society (1917)
- The Neglected Wife (1917)
- Cupid Angling (1918)
- Hands Up! (1918)
- The Adventures of Ruth (1919)
- The Tiger's Trail (1919)
- Ruth of the Rockies (1920)
- The Avenging Arrow (1921)
- White Eagle (1922)
- The Timber Queen (1922)
- Ruth of the Range (1923)
- The Haunted Valley (1923)
- Dollar Down (1925)
- The Masked Woman (1927)
- Reno (1930)
- From Nine to Nine (1935)

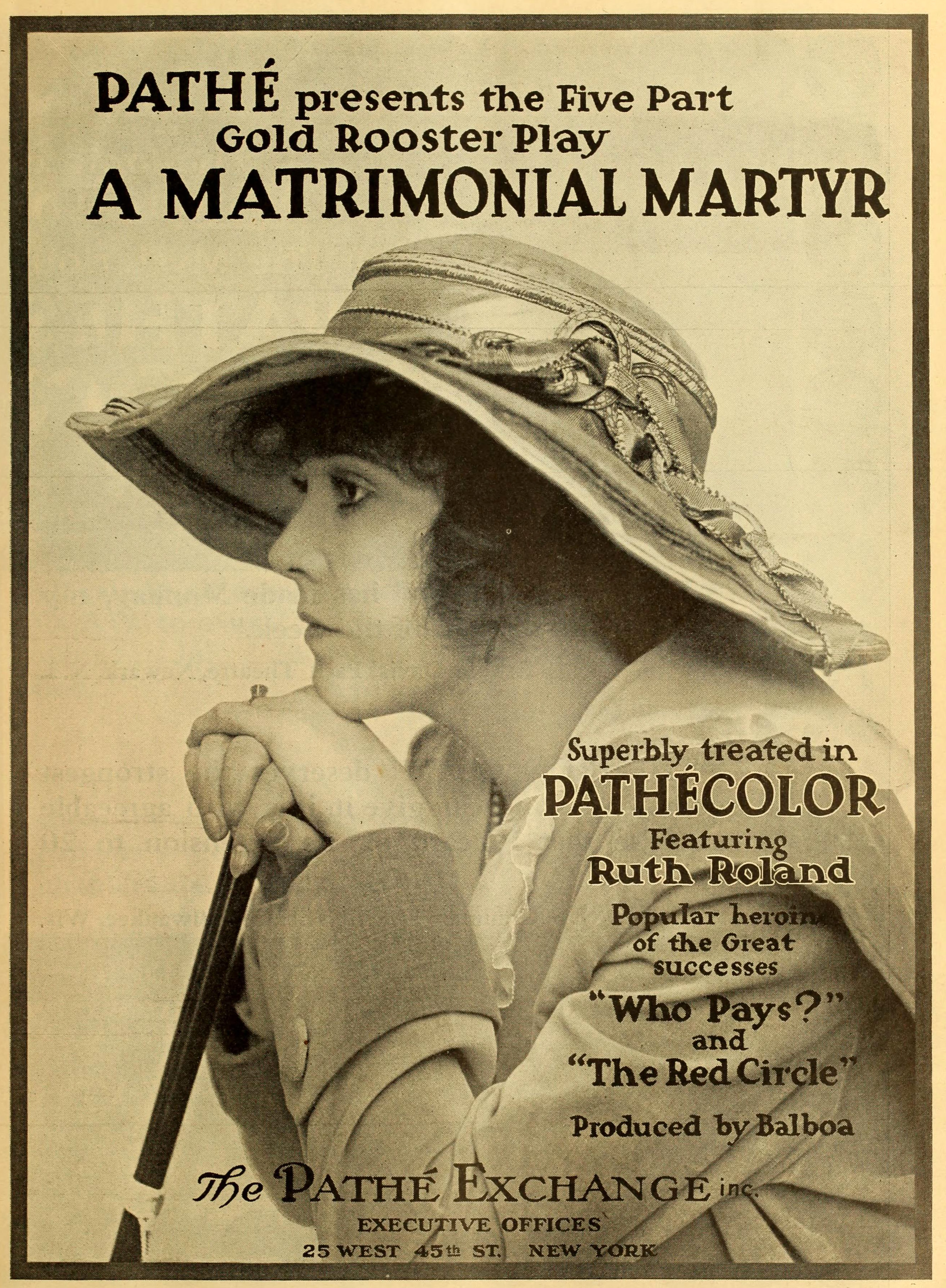
A Matrimonial Martyr (1916)
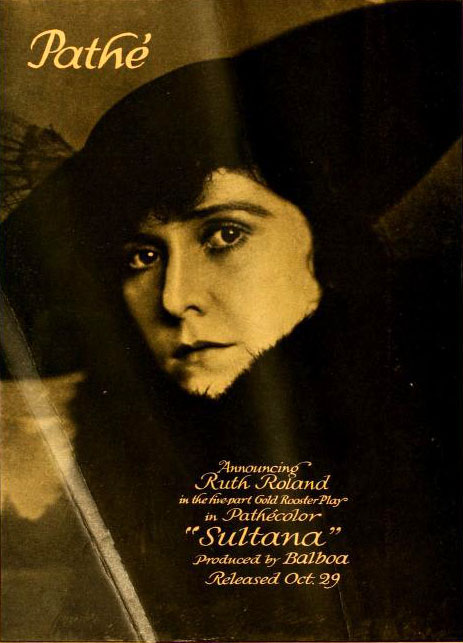
The Sultana (1916)
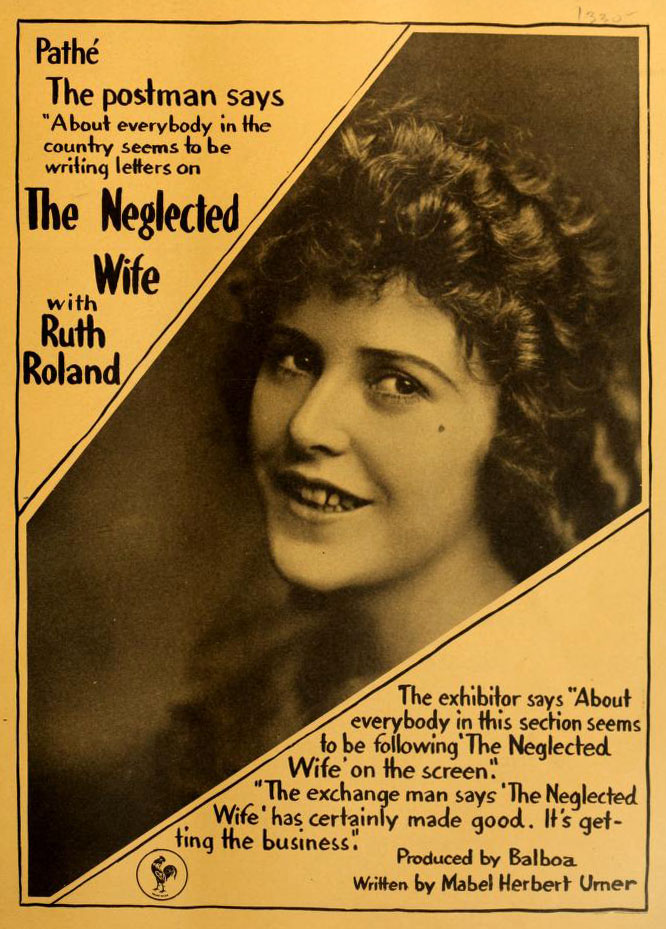
The Neglected Wife (1917)
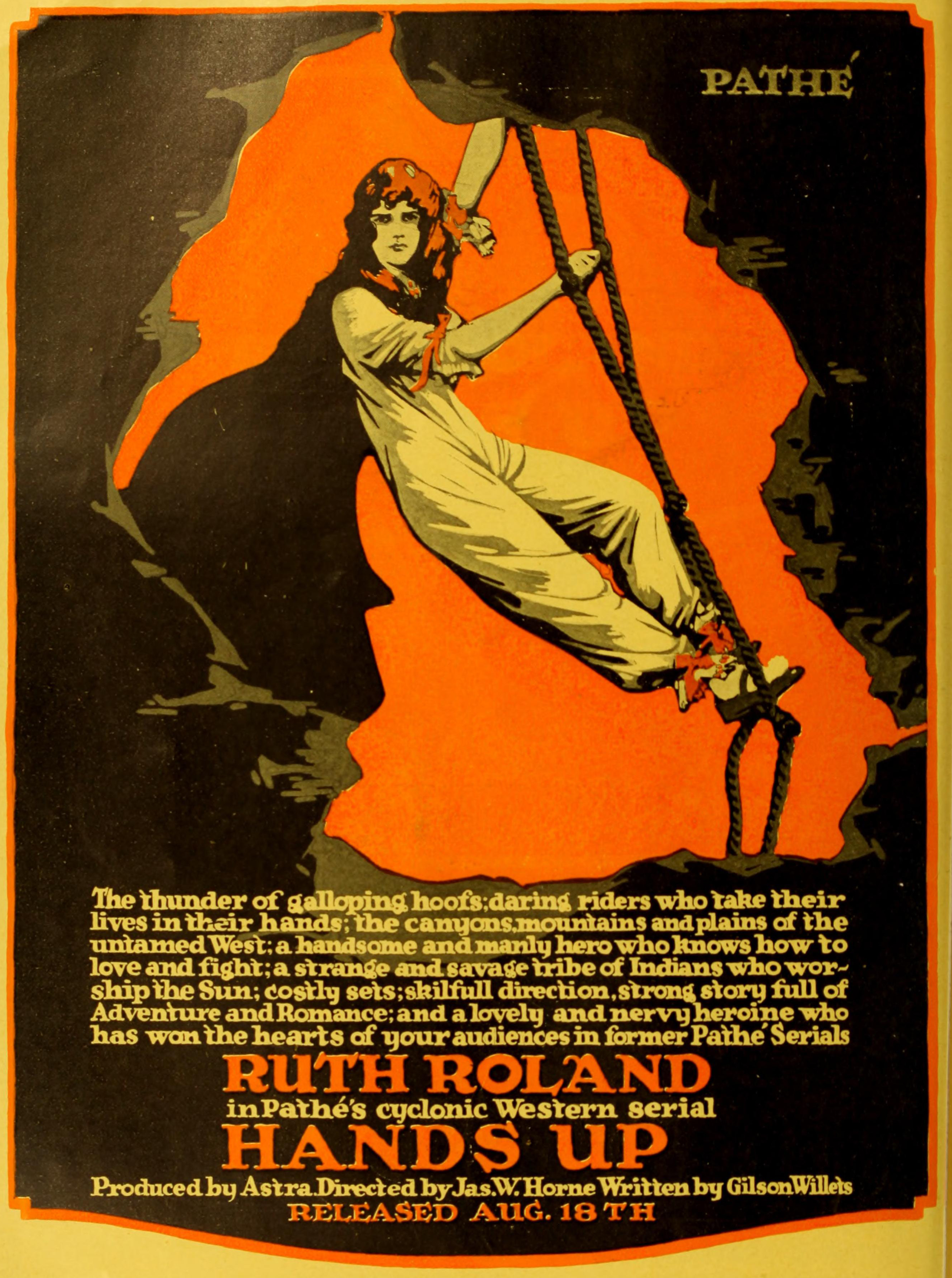
Hands Up (1918)
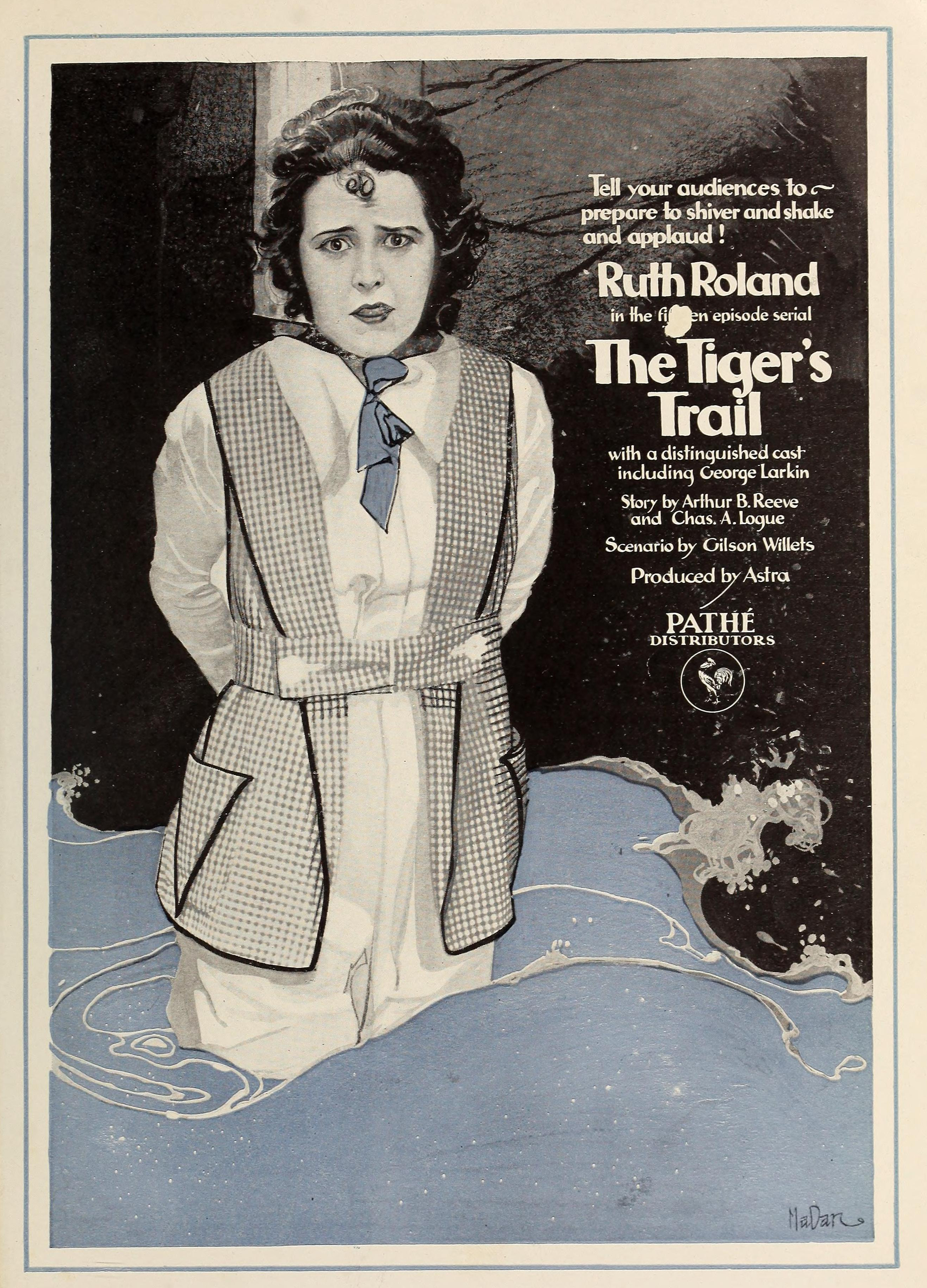
The Tiger's Trail (1919)
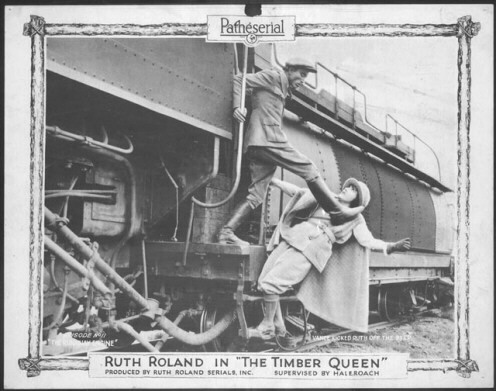
The Timber Queen (1922)
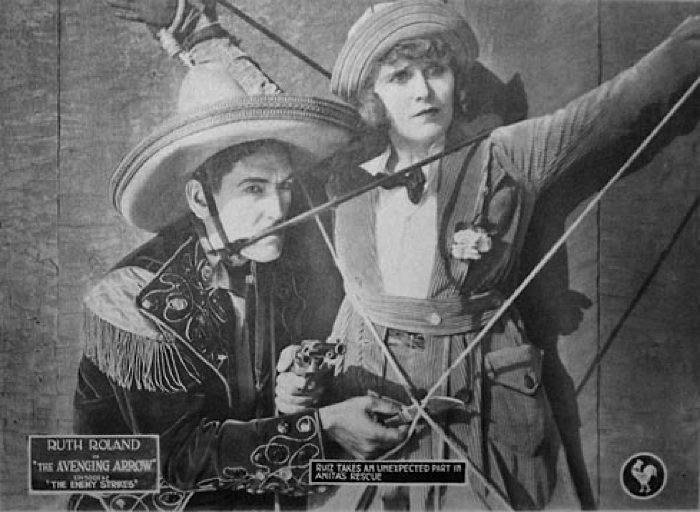
The Avenging Arrow (1921)

## Ruth Roland Serials

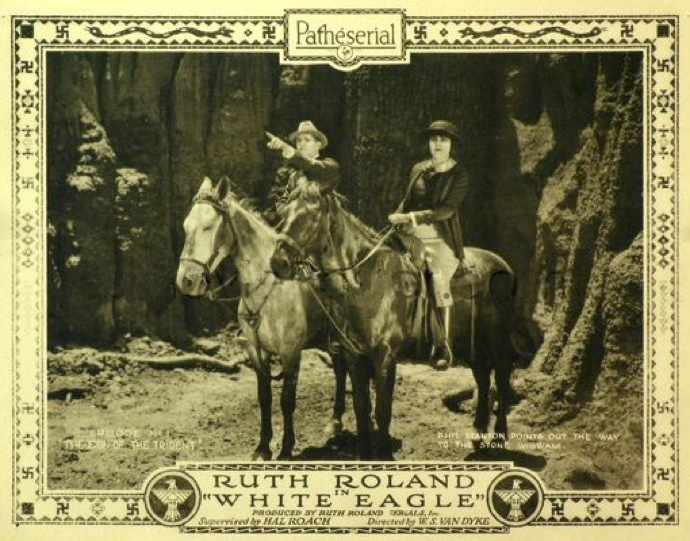
Cena do seriado White Eagle, em 1922, uma das produções da Ruth Roland Serials

Ruth Roland organizou sua própria companhia cinematográfica, a Ruth Roland Serials, com a finalidade de produzir seus seriados. A Hal Roach Studios começou sua produção em parceria com Ruth Roland Serials, com os seriados White Eagle e The Timber Queen, filmados em 1921 e 1922, e lançados em 1922. Os seriados de Ruth Roland foram promovidos dentro do Hal Roach Studios, com supervisão de Hal E. Roach.
- Ruth of the Range (1923)
- The Haunted Valley (1923)
- The Timber Queen (1922) ... em associação com Hal Roach Studios
- White Eagle (1922)
- Ruth of the Rockies (1920)
- The Adventures of Ruth (1919)